# Agrilus extraneus
Agrilus extraneus är en skalbaggsart som beskrevs av Fisher 1933. Agrilus extraneus ingår i släktet Agrilus och familjen praktbaggar. Inga underarter finns listade i Catalogue of Life.